# Robert Biket
Robert Biket, nacido en el siglo XII y muerto en el XIII, fue un escritor anglo-normando.
Robert Biket es el autor del Lai du cor, una obra escrita en Inglaterra hacia 1170-80, perteneciente al ciclo artúrico que parodia los ideales caballerescos y que narra la historia de un cuerno para beber que se niega a servir a los maridos engañados:

Li rois Arzurs le prit

A sa bouche le mist

Kar beivre le quida,

Mes sour lui le versa

Cuntreval desk'as pez:

En fut li rois irrez
Lai du cor, Robert Biket

## Obra
- Dr. Fredrik Amadeus Wulff, Le lai du cor. Restitution critique, Lund, C.W.K. Gleerup 1888